# Valdemir Ferreira dos Santos
Valdemir Ferreira dos Santos (ur. 30 czerwca 1960 w Nova Canaã) – brazylijski duchowny katolicki, biskup Amargosy w latach 2016–2021, biskup Penedo od 2021.

## Życiorys
6 września 1987 otrzymał święcenia kapłańskie i został inkardynowany do archidiecezji Vitória da Conquista. Pracował głównie w archidiecezjalnych seminariach i instytutach formacyjnych. Był także m.in. koordynatorem katechizacji w archidiecezji, dyrektorem szkoły formacyjnej dla diakonów stałych oraz wikariuszem biskupim dla rejonu São Lucas.
17 marca 2010 papież Benedykt XVI mianował go biskupem diecezji Floriano. Sakry biskupiej udzielił mu 30 maja 2010 metropolita Vitória da Conquista - arcybiskup Luis Gonzaga Silva Pepeu.
4 maja 2016 papież Franciszek mianował go biskupem ordynariuszem diecezji Amargosa.
18 sierpnia 2021 tenże sam papież przeniósł go na urząd ordynariusza Penedo.